# 作手守義
作手守義（つくでもりよし）は、愛知県新城市の地名。

## 地理

### 河川・池沼
- 当海津川

### 交通
- 国道420号
- 愛知県道35号岡崎設楽線

### 施設
- 白鳥神社
- 鳴沢リゾートキャンプ場

## 歴史

### 沿革
- 2005年（平成17年）10月1日 - 南設楽郡作手村大字守義が新城市作手守義となる[WEB 6]。

### 人口の変遷
国勢調査による人口および世帯数の推移。
| 1995年（平成7年）  | 47世帯 140人 |  |
| 2000年（平成12年） | 44世帯 139人 |  |
| 2005年（平成17年） | 45世帯 132人 |  |
| 2010年（平成22年） | 41世帯 104人 |  |
| 2015年（平成27年） | 36世帯 85人  |  |
| 2020年（令和2年）  | 29世帯 70人  |  |

### WEB
1. 1 2  総務省統計局 (2022年2月10日). “令和2年国勢調査の調査結果(e-Stat) - 男女別人口，外国人人口及び世帯数－町丁・字等” (CSV). 2023年8月2日閲覧。
2. ↑  “愛知県新城市の町丁・字一覧”.   人口統計ラボ. 2024年4月28日閲覧。
3. ↑  “読み仮名データの促音・拗音を小書きで表記するもの(zip形式) 愛知県” (zip).   日本郵便 (2024年2月29日). 2024年3月26日閲覧。
4. ↑  “市外局番の一覧” (PDF).   総務省 (2022年3月1日). 2022年3月22日閲覧。
5. ↑  “ナンバープレートについて”.   一般社団法人愛知県自動車会議所. 2024年1月21日閲覧。
6. ↑  “愛知県新城市の郵便番号一覧”.   日本郵便. 2024年5月2日閲覧。
7. ↑  総務省統計局 (2014年3月28日). “平成7年国勢調査の調査結果(e-Stat) - 男女別人口及び世帯数 －町丁・字等” (CSV). 2021年7月20日閲覧。
8. ↑  総務省統計局 (2014年5月30日). “平成12年国勢調査の調査結果(e-Stat) - 男女別人口及び世帯数 －町丁・字等” (CSV). 2021年7月20日閲覧。
9. ↑  総務省統計局 (2014年6月27日). “平成17年国勢調査の調査結果(e-Stat) - 男女別人口及び世帯数 －町丁・字等” (CSV). 2021年7月21日閲覧。
10. ↑  総務省統計局 (2012年1月20日). “平成22年国勢調査の調査結果(e-Stat) - 男女別人口及び世帯数 －町丁・字等” (CSV). 2021年7月21日閲覧。
11. ↑  総務省統計局 (2017年1月27日). “平成27年国勢調査の調査結果(e-Stat) - 男女別人口及び世帯数 －町丁・字等” (CSV). 2021年7月21日閲覧。